# 横川旦陽
横川 旦陽（よこかわ あさひ、2002年5月26日 - ）は、神奈川県出身のプロサッカー選手。ナショナルプレミアリーグビクトリア・ハイデルバーグユナイテッドFC所属。ポジションは、MF。

## 来歴

### クラブ
芦子SCを経て中学年代から湘南ベルマーレアカデミーに所属。U-15平塚、U-18を経て2020年、トップチームに2種登録。2021年、トップチーム昇格と同時にガイナーレ鳥取へ期限付き移籍。
2022年、東京武蔵野ユナイテッドFCへ期限付き移籍。この年で湘南、武蔵野共に契約満了を発表。
同年11月28日、カンセキスタジアムとちぎで行われたJリーグ合同トライアウトに出場した。
2023年、アルビレックス新潟シンガポールへ移籍。

### 代表
各年代の日本代表にも選出され、2019年にはFIFA U-17ワールドカップにも出場した。

## 所属クラブ
- 芦子SC
- 湘南ベルマーレU-15平塚
- 湘南ベルマーレU-18
  - 2020年  湘南ベルマーレ（2種登録選手）
- 2021年 - 2022年  湘南ベルマーレ
  - 2021年  ガイナーレ鳥取（期限付き移籍）
  - 2022年  東京武蔵野ユナイテッドFC（期限付き移籍）
- 2023年 -  アルビレックス新潟シンガポール

## 個人成績
| 国内大会個人成績 | 国内大会個人成績 | 国内大会個人成績 | 国内大会個人成績 | 国内大会個人成績 | 国内大会個人成績 | 国内大会個人成績 | 国内大会個人成績 | 国内大会個人成績 | 国内大会個人成績 | 国内大会個人成績 | 国内大会個人成績 |
| 年度             | クラブ           | 背番号           | リーグ           | リーグ戦         | リーグ戦         | リーグ杯         | リーグ杯         | オープン杯       | オープン杯       | 期間通算         | 期間通算         |
| 年度             | クラブ           | 背番号           | リーグ           | 出場             | 得点             | 出場             | 得点             | 出場             | 得点             | 出場             | 得点             |
| 日本             | 日本             | 日本             | 日本             | リーグ戦         | リーグ戦         | リーグ杯         | リーグ杯         | 天皇杯           | 天皇杯           | 期間通算         | 期間通算         |
| ---------------- | ---------------- | ---------------- | ---------------- | ---------------- | ---------------- | ---------------- | ---------------- | ---------------- | ---------------- | ---------------- | ---------------- |
| 2021             | 鳥取             | 29               | J3               | 2                | 0                | -                | -                | 1                | 0                | 3                | 0                |
| 2022             | 武蔵野U          | 20               | JFL              | 0                | 0                | -                | -                | -                | -                | 0                | 0                |
| シンガポール     | シンガポール     | シンガポール     | シンガポール     | リーグ戦         | リーグ戦         | リーグ杯         | リーグ杯         | シンガポール杯   | シンガポール杯   | 期間通算         | 期間通算         |
| 2023             | 新潟S            | 6                | SPL              | 22               | 8                | -                | -                | 4                | 0                | 26               | 4                |
| オーストラリア   | オーストラリア   | オーストラリア   | オーストラリア   | リーグ戦         | リーグ戦         | リーグ杯         | リーグ杯         | FFA杯            | FFA杯            | 期間通算         | 期間通算         |
| 2024             | ハイデルバーグU  | 16               | 2部              | 20               | 6                | -                | -                | 2                | 0                | 22               | 6                |
| 2025             | ハイデルバーグU  | 16               | 2部              |                  |                  | -                | -                |                  |                  |                  |                  |
| 通算             | 日本             | 日本             | J3               | 2                | 0                | -                | -                | 1                | 0                | 3                | 0                |
| 通算             | 日本             | 日本             | JFL              | 0                | 0                | -                | -                | -                | -                | 0                | 0                |
| 通算             | シンガポール     | シンガポール     | SPL              | 22               | 8                | 0                | 0                | 4                | 0                | 26               | 4                |
| 通算             | オーストラリア   | オーストラリア   | 2部              | 20               | 6                | -                | -                | 2                | 0                | 22               | 6                |
| 総通算           | 総通算           | 総通算           | 総通算           | 44               | 14               | -                | -                | 7                | 0                | 51               | 14               |

- 公式戦初出場 : 2021年5月23日 第101回天皇杯1回戦 FC徳島戦 (Axisバードスタジアム)
- Jリーグ初出場 - 2021年11月14日 J3第27節 アスルクラロ沼津戦 (愛鷹広域公園多目的競技場)

## 代表歴
- 2017年 U-15日本代表
  - AFC U-16選手権2018予選[9]
- 2018年 U-16日本代表
  - AFC U-16選手権2018[10]
- 2019年 U-17日本代表
  - 2019 FIFA U-17ワールドカップ[11]

## タイトル

### 代表
U-16日本代表
- AFC U-16選手権：1回（2018年）